# 유설 (전한)
유설(劉渫, ? ~ 기원전 121년)은 전한 중기의 제후로, 제효왕의 아들이다.

## 생애
원삭 4년(기원전 125년), 모평후(牟平侯)에 봉해졌다.
모평공후 5년(기원전 121년)에 죽어 시호를 공(共)이라 하였고, 아들 유노가 작위를 이었다.

## 출전
- 사마천, 《사기》 권21 건원이래왕자후자연표
- 반고, 《한서》 권15상 왕자후표 上

| 선대 (첫 봉건) | 전한의 모평후 기원전 125년 4월 을묘일 ~ 기원전 121년 | 후대 아들 모평절후 유노 |